# Chalcedectus hyalinipennis
Chalcedectus hyalinipennis är en stekelart som först beskrevs av William Harris Ashmead 1896.  Chalcedectus hyalinipennis ingår i släktet Chalcedectus och familjen puppglanssteklar. Inga underarter finns listade i Catalogue of Life.